# Miantochora ochraria
Miantochora ochraria là một loài bướm đêm trong họ Geometridae.